# Come mai (883の曲)
Come mai は1993年にリリースされた、883のセカンドアルバムでNorth South WestEastの3枚目のシングル。
売上チャートのトップに何週間も残ったこの曲は、以前のシングルのSei unmythやNorthSouth West Eastと並んで、90年代のバンドでとても有名なグループです。
この曲は、Remix '94、Gli anni、Mille grazie、Love / Life、TuttoMax、Max Live 2008、Max 20（Claudio BaglioniでRimix）、ラジオに何度か登場している。

## 概要
これは、主にロックソングが普及したアルバムの数少ないメロディックトラックの1つです。
2つのビデオはこの曲で作られていた。最初は、ほとんどのビデオから舞台裏映像で構成されている北朝鮮南西東。2つ目は、エンリコ・ルゲリ、ヴァスコ・ロッシ、フランチェスコ・グッチーニ、クラウディオ・バリオーニ、フランコ・バッティアートの順で模倣したフィオレッロとペアになったバージョンの成功の波で生まれました。設定はマウロ・レペットの誕生日です。
フィオレッロ自身がデュオと共に提案したこの曲は、1993年のイタリアフェスティバルで優勝し、1994年にはイタリアで最も売れたシングルのランキングで2位になりました。
ビデオクリップのセットの883sとFiorello
数年後、スペイン語版、Quienのセラスは、公開されています。Remix '94に収録されているこの曲のリミックスは、1994年のFestivalbarのオープニングテーマとしても使用されました。

## 豆知識
ラジオディスクジョッキーとラジオのインタビューでは、MaxPezzaliで、Massimo Ranieriが曲を書いていたことを話した。

## 収録曲
1. Come mai (Radio Version) - 4:20
2. Come mai (Video Version feat. Fiorello) - 4:20
3. Come mai (Karaoke Version) - 4:20
4. Come mai (Bliss Team Remix) - 6:08
5. 883 • 100 BPM Megamix - 6:28
6. 883 • 120 BPM Megamix - 7:31

## 参加メンバー
- Max Pezzali - voce
- Mauro Repetto - voce secondaria, sequencer

## ヒットチャート
| ヒットチャート (1993) | ランキング |
| --------------------- | ---------- |
| イタリア              | 1位        |